# Włóczęgi

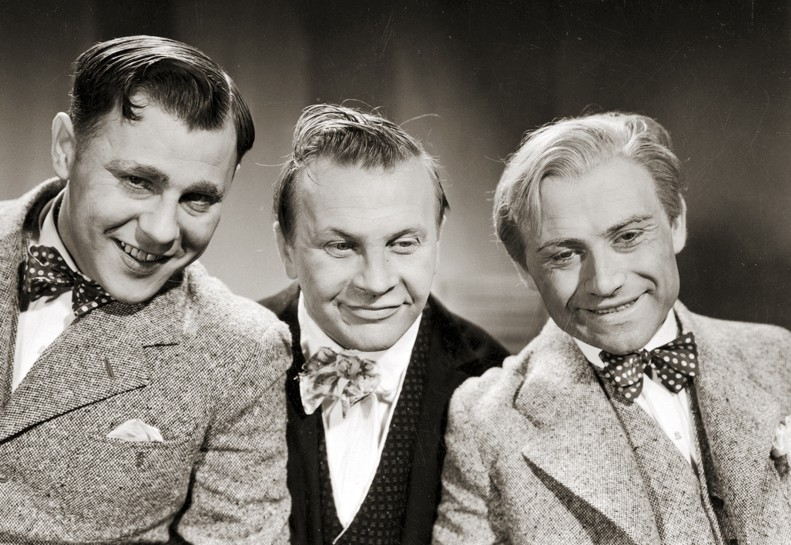
Kazimierz Wajda, Stanisław Sielański i Henryk Vogelfänger (1936)

Włóczęgi – polski film komediowy z 1939 w reżyserii Michała Waszyńskiego. Film będący kontynuacją filmu ,, Będzie lepiej" z 1936 roku.  

## Treść
Produkcja była przedstawiana przez twórców jako „komedia sentymentalna”. Film przedstawia perypetie dwóch lwowskich batiarów – „Szczepka” i „Tońka”, którzy zmuszeni są zaopiekować się osieroconą sąsiadką, 17-letnią Krysią. Sprawę komplikuje pojawienie się babki dziewczyny – oschłej i despotycznej baronowej Dorn, która za wszelką cenę chce przygarnąć wnuczkę. Chroniąc się przed jej pościgiem, dwaj uliczni muzykanci wyjeżdżają ze Lwowa do Warszawy i tam umieszczają swą podopieczną w ekskluzywnej szkole z internatem dla dziewcząt, gdzie Krysia poznaje kuzyna swej koleżanki Wandzi.
W filmie kilkakrotnie są wykonywane piosenki: „Lwów jest jeden na świecie” (popularnie znana jako „Tylko we Lwowie”) – głównie przez duet głównych bohaterów, oraz „Dobranoc, oczka zmruż”.

## Obsada
- Henryk Vogelfänger – Antoni „Tońko” Tytyłyta
- Kazimierz Wajda – Szczepan „Szczepko” Migacz
- Stanisława Stępniówna – Krystyna Dorn
- Stanisława Wysocka – baronowa von Dorn
- Stanisław Grolicki – Gałecki, dziadek Krysi
- Helena Grossówna – Wanda Karśnicka, koleżanka Krysi
- Andrzej Bogucki – inżynier architekt Roman Karśnicki, brat Wandy
- Zbigniew Rakowiecki – Tadeusz Barski, kuzyn Wandy Karśnickiej
- Stanisław Sielański – „Niuśko”
- Helena Sulima – Karolina, zarządzająca domem baronowej Dorn
- Jerzy Chodecki – adwokat baronowej Dorn
- Antoni Fertner – detektyw prywatny Zenon Trombka
- Helena Buczyńska – właścicielka kamienicy zamieszkiwanej przez „Szczepka” i „Tońka”
- Feliks Chmurkowski – ojciec Wandy
- Amelia Rotter-Jarnińska – dr Stanisława Kwaśniewska, przełożona w internacie dla dziewcząt
- Jerzy Bielenia – lokaj w internacie
- Stanisław Woliński – strażnik w więzieniu
- Wacław Zdanowicz – służący Romana Karśnickiego
- Zofia Wilczyńska – pielęgniarka w szpitalu
- Irena Skwierczyńska – kobieta w oknie przeganiająca „Szczepka” i „Tońka”
- Jan Bonecki – przodownik Policji Państwowej
- Stefan Szczuka – przechodzeń na ulicy we Lwowie
- Helena Zarembina – tańcząca w parze ze „Szczepkiem” na ulicy we Lwowie
- Zbigniew Ziembiński

## Odbiór
W recenzji filmu w kwietniu 1939 pozytywną opinię napisał Tadeusz Sobolewski, który wyrażając pochlebne zdanie odnośnie do gry aktorskiej głównych bohaterów jednocześnie skrytykował sposób produkcji filmu, który był kręcony w Warszawie, a Lwów przedstawiano w nim za pomocą makiet i dekoracji, co recenzent uznał za profanację tego miasta.

Humor Szczepka i Tońka nie jest błazeństwem, ale poezją; wypływa on z jakiejś odwiecznej radości życia i z tego doniosłego faktu, że krew jest czerwona i zdrowa. Ci dwaj sympatyczni „trubaciarzy Lwowa” cieszą się po prostu z tego, że żyją, że na niebie są gwiazdy, które oczywiście są ich własnością. (...). Film ten wykazał, że Szczepko i Tońko są o wiele lepszymi aktorami aniżeli zmanierowani „tragicy” i „amanci” warszawscy.

Pozytywną opinię wystawiono filmowi w dzienniku „Robotnik”, gdzie napisano, że główni bohaterowie na przemian wzruszają i rozśmieszają do łez.